# フェリーむろと (初代)
フェリーむろとは、室戸汽船が運航していたフェリー。本項目では1975年就航の初代を取り扱う。

## 概要
高知重工業で建造され、1975年7月に就航した。
1982年11月、フェリーむろと (2代)（元にちなん丸）の就航により、関西汽船に用船されくるしま丸となり、フェリーかつらの代船として松山 - 小倉航路に就航した。1987年4月、フェリーくるしまの就航により、用船解除され室戸汽船に返却された。
その後、海外売船され、Atlantic ShippingによってLINKと改名して、1988年10月にペラマに回航され改造を受けた。ギリシャのNomicos Linesが購入しANEMOSとして就航した。
1999年12月、Minoan Flying Dolphinsに売却されEXPRESS ANEMOSとなった。
2000年3月にはアネックラインに移籍してMIRTIDIOTISSAと改名した。
2006年12月1日、ファンネルで小規模な火災が発生した。
2008年7月25日、キティラ島付近でサンゴ礁に接触して片舷のプロペラが破損したが、ベラマで修理された。
2008年から2009年にかけて係船されていたが、2010年7月にネルラインに売却されAQUA MARIAとなった。
2014年3月から、ピレウスで再び係船されている。

### 航路
室戸汽船
- 神戸港（東神戸フェリーセンター） - 甲浦港

関西汽船
- 小倉港 - 松山港

はやとも丸（大阪高知特急フェリー・とさを用船）とともに運航していた。
Nomicos Lines
- セサロニキ - ミコノス - パロス - サントリーニ - ヘラクリオン（1989年夏）
- ピレウス - 西キクラデス（1996年）
- ピレウス - シロス - ティノス - ミコノス - イカリア - サモス - パトモス（1997年以降）

アネックライン
- ピレウス - ネアポリス - キティラ - アンティキティラ - カステリ - ギシオン - カラマタ

ネルライン
- ラブリオ - プサラ - アイオス・エフストラティオス - レムノス - カバラ（2011年3月-）